# Dikembe Mutombo
Dikembe Mutombo Mpolondo Mukamba Jean-Jacques Wamutombo (Léopoldville, 25 juni 1966 – Atlanta (Georgia), 30 september 2024) was een Congolees-Amerikaanse basketbalspeler. Hij speelde achttien seizoenen in de NBA waarin hij vier keer werd verkozen tot Defensive Player of the Year en acht keer tot All-Star. Toen Mutombo in 2009 stopte met basketbal, had hij het op één na hoogste aantal gemaakte blocks in de geschiedenis van de NBA achter zijn naam (3289), na Hakeem Olajuwon. Hij werd in 2015 opgenomen in de Basketball Hall of Fame.

## Carrière
Mutombo werd geboren en woonde in Congo tot hij op zijn 21e naar de Verenigde Staten verhuisde om daar te gaan studeren aan de Universiteit van Georgetown. Hier ging hij ook basketballen voor de Georgetown Hoyas, waar hij ploeggenoot werd van onder anderen Alonzo Mourning. Hij studeerde af met bachelor-diploma's in taalkunde en diplomatie. Via de NBA Draft van 1991 werd hij ingelijfd bij zijn eerste NBA-team, de Denver Nuggets.
Bij de Nuggets werd hij in zijn eerste jaar tweede in "Rookie of the Year" na Larry Johnson en haalde ze de play-offs niet. Ook in het tweede seizoen seizoen slaagde ze er niet in om de play-offs te bereiken. In de volgende seizoen slaagde ze om twee keer op een rij de play-offs te halen. In 1996 tekende hij een contract bij de Atlanta Hawks.
Bij Atlanta kende Mutombo een zeer goede periode persoonlijk met twee achtereenvolgende "Defensive Players of the Year" en haalde verschillende jaren de play-offs. Hij werd in 2001 geruild samen met Roshown McLeod naar de Philadelphia 76ers voor Toni Kukoč, Nazr Mohammed, Pepe Sánchez en Theo Ratliff. Hij speelde maar een jaar voor de 76ers en werd in 2002 geruild naar de New Jersey Nets voor Todd MacCulloch en Keith Van Horn. Hier speelde hij maar zeer kort en werd aan het begin van het seizoen ontslagen.
Hij kreeg opnieuw een kans bij de New York Knicks waar hij een seizoen speelde en geruild werd naar de Chicago Bulls samen met Othella Harrington, Cezary Trybański en Frank Williams voor Jamal Crawford en Jerome Williams. Hij werd enkele dagen later alweer opnieuw geruild naar de Houston Rockets voor Adrian Griffin, Eric Piatkowski en Mike Wilks. Hij speelde de rest van zijn carrière bij de Rockets.
Mutombo werd nooit kampioen in de NBA. Hij haalde in het seizoen 2000/01 met de Philadelphia 76ers de finale, maar verloor daarin met 4-1 van de Los Angeles Lakers. In het seizoen 2002/03 haalde hij de finale met de New Jersey Nets, maar deze keer won San Antonio Spurs met 4-2.
Mutombo overleed op 58-jarige leeftijd aan een hersentumor, die twee jaar eerder bij hem was vastgesteld.

## Statistieken

### Regulier seizoen
| Seizoen  | Team               | WG   | WS  | MPW  | 2P%  | 3P% | FW%  | RPW  | APW | SPW | BPW | PPW  |
| -------- | ------------------ | ---- | --- | ---- | ---- | --- | ---- | ---- | --- | --- | --- | ---- |
| 1991/92  | Denver Nuggets     | 71   | 71  | 38,3 | 49,3 | 0,0 | 64,2 | 12,3 | 2,2 | 0,6 | 3,0 | 16,6 |
| 1992/93  | Denver Nuggets     | 82   | 82  | 36,9 | 51,0 | 0,0 | 68,1 | 13,0 | 1,8 | 0,5 | 3,5 | 13,8 |
| 1993/94  | Denver Nuggets     | 82   | 82  | 34,8 | 56,9 | 0,0 | 58,3 | 11,8 | 1,5 | 0,7 | 4,1 | 12,0 |
| 1994/95  | Denver Nuggets     | 82   | 82  | 37,8 | 55,6 | 0,0 | 65,4 | 12,5 | 1,4 | 0,5 | 3,9 | 11,5 |
| 1995/96  | Denver Nuggets     | 74   | 74  | 36,7 | 49,9 | 0,0 | 69,5 | 11,8 | 1,5 | 0,5 | 4,5 | 11,0 |
| 1996/97  | Atlanta Hawks      | 80   | 80  | 37,2 | 52,7 | 0,0 | 70,5 | 11,6 | 1,4 | 0,6 | 3,3 | 13,3 |
| 1997/98  | Atlanta Hawks      | 82   | 82  | 35,6 | 53,7 | 0,0 | 67,0 | 11,4 | 1,0 | 0,4 | 3,4 | 13,4 |
| 1998/99  | Atlanta Hawks      | 50   | 50  | 36,6 | 51,2 | 0,0 | 68,4 | 12,2 | 1,1 | 0,3 | 2,9 | 10,8 |
| 1999/00  | Atlanta Hawks      | 82   | 82  | 36,4 | 56,2 | 0,0 | 70,8 | 14,1 | 1,3 | 0,3 | 3,3 | 11,5 |
| 2000/01  | Atlanta Hawks      | 49   | 49  | 35,0 | 47,7 | 0,0 | 69,5 | 14,1 | 1,1 | 0,4 | 2,8 | 9,1  |
| 2000/01  | Philadelphia 76ers | 26   | 26  | 33,7 | 49,5 | 0,0 | 75,9 | 12,4 | 0,8 | 0,3 | 2,5 | 11,7 |
| 2001/02  | Philadelphia 76ers | 80   | 80  | 36,3 | 50,1 | 0,0 | 76,4 | 10,8 | 1,0 | 0,4 | 2,4 | 11,5 |
| 2002/03  | New Jersey Nets    | 24   | 16  | 21,4 | 37,4 | 0,0 | 72,7 | 6,4  | 0,8 | 0,2 | 1,5 | 5,8  |
| 2003/04  | New York Knicks    | 65   | 56  | 23,0 | 47,8 | 0,0 | 68,1 | 6,7  | 0,4 | 0,3 | 1,9 | 5,6  |
| 2004/05  | Houston Rockets    | 80   | 2   | 15,2 | 49,8 | 0,0 | 74,1 | 5,3  | 0,1 | 0,2 | 1,3 | 4,0  |
| 2005/06  | Houston Rockets    | 64   | 23  | 14,9 | 52,6 | 0,0 | 75,8 | 4,8  | 0,1 | 0,3 | 0,9 | 2,6  |
| 2006/07  | Houston Rockets    | 75   | 33  | 17,2 | 55,6 | 0,0 | 69,0 | 6,5  | 0,2 | 0,3 | 1,0 | 3,1  |
| 2007/08  | Houston Rockets    | 39   | 25  | 15,9 | 53,8 | 0,0 | 71,1 | 5,1  | 0,1 | 0,3 | 1,2 | 3,0  |
| 2008/09  | Houston Rockets    | 9    | 2   | 10,7 | 38,5 | 0,0 | 66,7 | 3,7  | 0,0 | 0,0 | 1,2 | 1,8  |
| Carrière | Carrière           | 1196 | 997 | 30,8 | 51,8 | 0,0 | 68,4 | 10,3 | 1,0 | 0,4 | 2,8 | 9,8  |
| All Star | All Star           | 8    | 3   | 17,5 | 59,5 | 0,0 | 75,0 | 9,3  | 0,3 | 0,4 | 1,2 | 6,3  |

### Play-offs
| Seizoen  | Team               | WG  | WS | MPW  | 2P%   | 3P% | FW%   | RPW  | APW | SPW | BPW | PPW  |
| -------- | ------------------ | --- | -- | ---- | ----- | --- | ----- | ---- | --- | --- | --- | ---- |
| 1993/94  | Denver Nuggets     | 12  | 12 | 42,6 | 46,3  | 0,0 | 60,2  | 12,0 | 1,8 | 0,7 | 5,8 | 13,3 |
| 1994/95  | Denver Nuggets     | 3   | 3  | 28,0 | 60,0  | 0,0 | 66,7  | 6,3  | 0,3 | 0,0 | 2,3 | 6,0  |
| 1996/97  | Atlanta Hawks      | 10  | 10 | 41,5 | 62,8  | 0,0 | 71,9  | 12,3 | 1,3 | 0,1 | 2,6 | 15,4 |
| 1997/98  | Atlanta Hawks      | 4   | 4  | 34,0 | 45,8  | 0,0 | 62,5  | 12,8 | 0,3 | 0,3 | 2,3 | 8,0  |
| 1998/99  | Atlanta Hawks      | 9   | 9  | 42,2 | 56,3  | 0,0 | 70,2  | 13,9 | 1,2 | 0,6 | 2,6 | 12,6 |
| 2000/01  | Philadelphia 76ers | 23  | 23 | 42,7 | 49,0  | 0,0 | 77,7  | 13,7 | 0,7 | 0,7 | 3,1 | 13,9 |
| 2001/02  | Philadelphia 76ers | 5   | 5  | 34,6 | 45,2  | 0,0 | 61,5  | 10,6 | 0,6 | 0,4 | 1,8 | 8,8  |
| 2002/03  | New Jersey Nets    | 10  | 0  | 11,5 | 46,7  | 0,0 | 100,0 | 2,7  | 0,6 | 0,3 | 0,9 | 1,8  |
| 2003/04  | New York Knicks    | 3   | 0  | 12,7 | 33,3  | 0,0 | 100,0 | 3,3  | 0,0 | 0,3 | 1,3 | 2,3  |
| 2004/05  | Houston Rockets    | 7   | 0  | 14,4 | 54,5  | 0,0 | 76,9  | 5,0  | 0,3 | 0,3 | 1,0 | 3,1  |
| 2006/07  | Houston Rockets    | 7   | 0  | 5,7  | 100,0 | 0,0 | 100,0 | 1,6  | 0,1 | 0,0 | 0,4 | 1,3  |
| 2007/08  | Houston Rockets    | 6   | 6  | 20,5 | 61,5  | 0,0 | 63,6  | 6,5  | 0,3 | 0,2 | 1,8 | 3,8  |
| 2008/09  | Houston Rockets    | 2   | 0  | 10,0 | 0,0   | 0,0 | 0,0   | 4,5  | 0,0 | 0,5 | 1,0 | 0,0  |
| Carrière | Carrière           | 101 | 72 | 30,9 | 51,7  | 0,0 | 70,3  | 9,5  | 0,8 | 0,4 | 2,5 | 9,1  |

## Prijzen en titels
- 8x NBA All-Star (1992, 1995-1998, 2000-2002)
- 4x Defensive Player of the Year (1995, 1997, 1998, 2001)
- 2x beste rebounder van het jaar (2000, 2001)
- 3x beste blokker van het jaar (1994-1996)
- Shirtnummer 55 teruggetrokken door de Denver Nuggets
- Shirtnummer 55 teruggetrokken door de Atlanta Hawks